# Merzenich (Noordrijn-Westfalen)
Merzenich is een plaats en gemeente in de Duitse deelstaat Noordrijn-Westfalen, gelegen in de Kreis Düren. Merzenich telt 9.968 inwoners (31 december 2020) op een oppervlakte van 37,92 km².

## Plaatsen in de gemeente Merzenich
- Merzenich (7.044)
- Girbelsrath (1.226), ten ZO van de hoofdplaats
- Golzheim (1.402), ruim 3 km ten O van de hoofdplaats
- Morschenich (138), 5 km ten NO van de hoofdplaats, gedeeltelijk door de bruinkooldagbouw Hambach verdwenen
- Morschenich-Neu (255), direct ten O van de hoofdplaats

Tussen haakjes het aantal inwoners per 30 november 2020 volgens de website van de gemeente. Gemeentetotaal: 10.065 inwoners.

## Geografie, infrastructuur
Van oorsprong ligt Merzenich in de Zülpicher Börde, een vrij vlak, vanwege de lössbodems zeer vruchtbaar, al vele eeuwen intensief gebruikt landbouwgebied. Het landschap is weids en bijna boomloos.
De gemeente ligt gedeeltelijk in het Rijnlands bruinkoolgebied, hetgeen sedert plm. 1950 regelmatig veranderingen in het landschap, maar door de dagbouw van bruinkool ook veranderingen in de ligging van infrastructuur en zelfs van gehele dorpen (zie: Morschenich en Morschenich-Neu) tot gevolg heeft.

### Buurgemeentes
in de Kreis Düren:
- Düren, in zuidwestelijke richting (ZW)
- Niederzier (N)
- Nörvenich (O), en iets verderop Erftstadt

in de Rhein-Erft-Kreis:
- Elsdorf (NNO), en iets verderop Bergheim
- Kerpen, NO

### Hoofdwegennet
Door de gemeente loopt de Autobahn A4 Aken- Keulen. Afrit 7a bij Merzenich werd aangelegd, nadat deze Autobahn ruim 1,5 km in zuidelijke richting was verlegd vanwege de bruinkoolwinning. 
De Bundesstraße 264 Düren- Kerpen loopt van west naar oost door de gemeente.

### Openbaar vervoer

Lijnennetkaart S-Bahn van Keulen
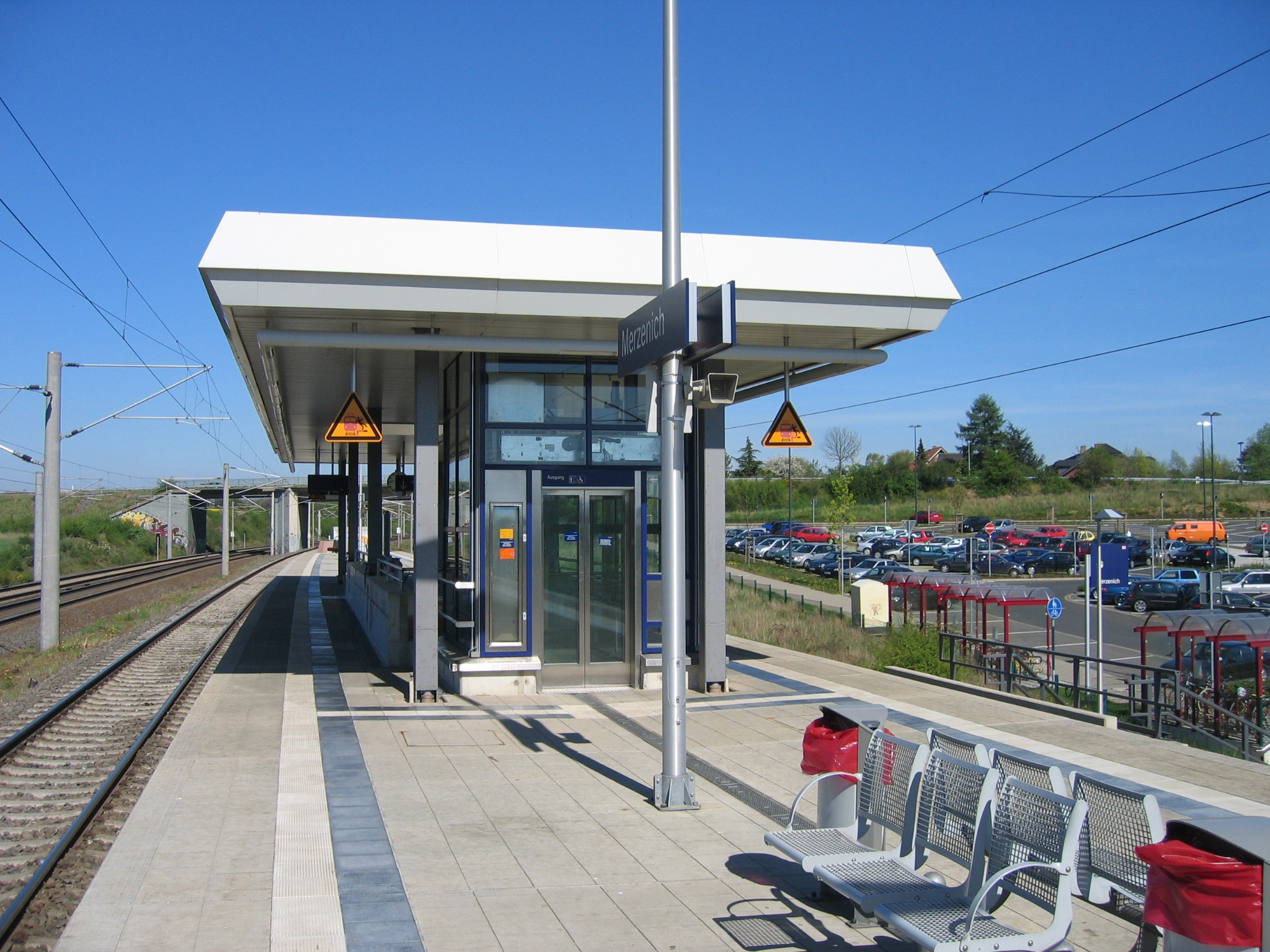
Station van de S-Bahn naar Düren en Keulen

Het spoorwegstation van Merzenich, aan de spoorlijn Keulen - Aken, wordt o.a. bediend door treinen van de S-Bahn van Keulen, lijn S19 Köln Hauptbahnhof-Station Düren. Zie lijnennetkaart. 
Parallel aan deze spoorlijn loopt een deel van een 92 km lang langeafstandsfietspad Keulen- Aken v.v..
Er rijden verscheidene buslijnen naar en door Merzenich, maar veel daarvan hebben een lage frequentie en rijden niet in de weekends. Het zijn lijnen voor het vervoer van scholieren of forensen, met één of twee ritten 's morgens vroeg en 's namiddags enige ritten in de andere richting. Eén van deze forensenbussen rijdt naar het Forschungszentrum Jülich en terug. Alleen met de stad Düren is er een frequente busverbinding. 

## Economie
Van oudsher is de Zülpicher Börde een vanwege de lössbodems  zeer vruchtbaar, al vele eeuwen intensief gebruikt landbouwgebied. De belangrijkste gewassen waren vroeger suikerbieten en aardappelen. Door de teruggang van de suikerfabricage is vooral eerstgenoemde teelt sterk in betekenis teruggelopen.
Merzenich heeft zich na de Tweede Wereldoorlog ontwikkeld tot een woonforensendorp, een voorstadje van westerbuur Düren.
Te Girbelsrath staat sinds 1985 een kantoorgebouw en een fabriek van de uit het nabijgelegen Kerpen (Noordrijn-Westfalen), Ortsteil Blatzheim, afkomstige firma Stollwerk. Dit is een groot bedrijf, dat allerlei conserven produceert, waaronder enige huismerken van de supermarktketens Aldi en Lidl. Stollwerk is een van de grootste bedrijven in deze branche van geheel Duitsland. Te Girbelsrath biedt dit bedrijf ruim 250 arbeidsplaatsen, excl. seizoenarbeiders op de eigen groenteakkers.
In dat dorp is ook een bedrijventerrein aanwezig voor midden- en kleinbedrijf van lokaal belang.

## Geschiedenis
Zie ook de artikelen over de afzonderlijke dorpen in de gemeente.
In de Jonge Steentijd werd, rond 5100 jaar voor het begin van de jaartelling, een door mensen geslagen put met een houten omkasting bekleed. Sporen hiervan zijn bij archeologisch onderzoek teruggevonden.
Merzenich bestond reeds in de late Romeinse tijd. Het heette toen Martiniacum, naar de vermoedelijke stichter, die de populaire naam Martinus droeg, en het veel in deze streken voorkomende Gallo-Romeinse achtervoegsel -iacum, dat uiteindelijk tot -ich, in het geval van Blerick tot: -ick vervormd werd.
In 1125 wordt Merzenich bij Düren voor het eerst in een historisch document vermeld. Het Graafschap Gulik en later het Hertogdom Gulik bepaalden in de middeleeuwen en de 16e eeuw in hoge mate de geschiedenis van het gebied.
Bij Merzenich lag in de middeleeuwen een kasteel, waarvan na de sloop in de 19e eeuw vrijwel niets meer is overgebleven. In 1360 is een document opgesteld, waarin Willem VI van Gulik, de eerste hertog van Gulik de verplichting van 26 dorpen, waaronder Merzenich, tot een belasting in natura ten gunste van de Rooms-Katholieke Kerk bevestigt. Deze verplichting gaat terug op de karolingische legende van Sint Arnoldus (zie: Arnoldsweiler), op grond waarvan 15 dorpen rondom het Bürgewald, waarvan een gedeelte tot aan de periode der bruinkoolwinning ook tot Merzenich behoorde, zich verplichtten tot een jaarlijkse afdracht van bijenwas t.b.v. de productie van kerkkaarsen.
Gedurende de Tweede Wereldoorlog waren er in Düren, Merzenich en omgeving veel buitenlanders in dwangarbeid tewerkgesteld, in de meeste gevallen als boerenknechts. Onder hen waren enkele Belgen en tussen de 50 en 100 Nederlanders. Merzenich heeft in de oorlog wel enige schade geleden, doch veel minder dan het naburige Düren. Na de oorlog werden in Merzenich, zoals vrijwel overal elders in Duitsland, veel Heimatvertriebene en Ausgebombte (mensen uit grotere steden, die door bombardementen dakloos waren geworden) opgevangen, wat het bevolkingscijfer kort na 1945 tijdelijk sterk deed stijgen.
Voor de gedeeltelijke "verwijdering" van het gebied rond de bruinkooldagbouw Hambach, zie: Morschenich en Morschenich-Neu

## Bezienswaardigheden
- De ruïne van de, rond 1900 buiten gebruik geraakte, Oude Kerk is in de 20e eeuw geconserveerd. Wat nog van het kerkgebouw overgebleven is, herbergt een klein cultureel centrum, waar kleinschalige concerten, lezingen etc. plaatsvinden.
- De neogotische in 1901 voltooide St. Laurenskerk te Merzenich verloor door oorlogsschade in de Tweede Wereldoorlog haar torenspits. In het interieur bevindt zich o.a. een retabel uit de Antwerpse School (plm. 1500).
- Te Merzenich staat een opvallende, in 1608 gebouwde, ronde toren, die als windmolen en later als watertoren heeft gefungeerd. Ook dit gebouw herbergt een klein cultureel centrum, waar kleinschalige concerten, exposities etc. plaatsvinden.
- Diverse monumentale gebouwen te Golzheim.
- In een vakwerkboerderij te Merzenich, die rond 1700 gebouwd is, is een bescheiden streekmuseum gevestigd.

## Afbeeldingen

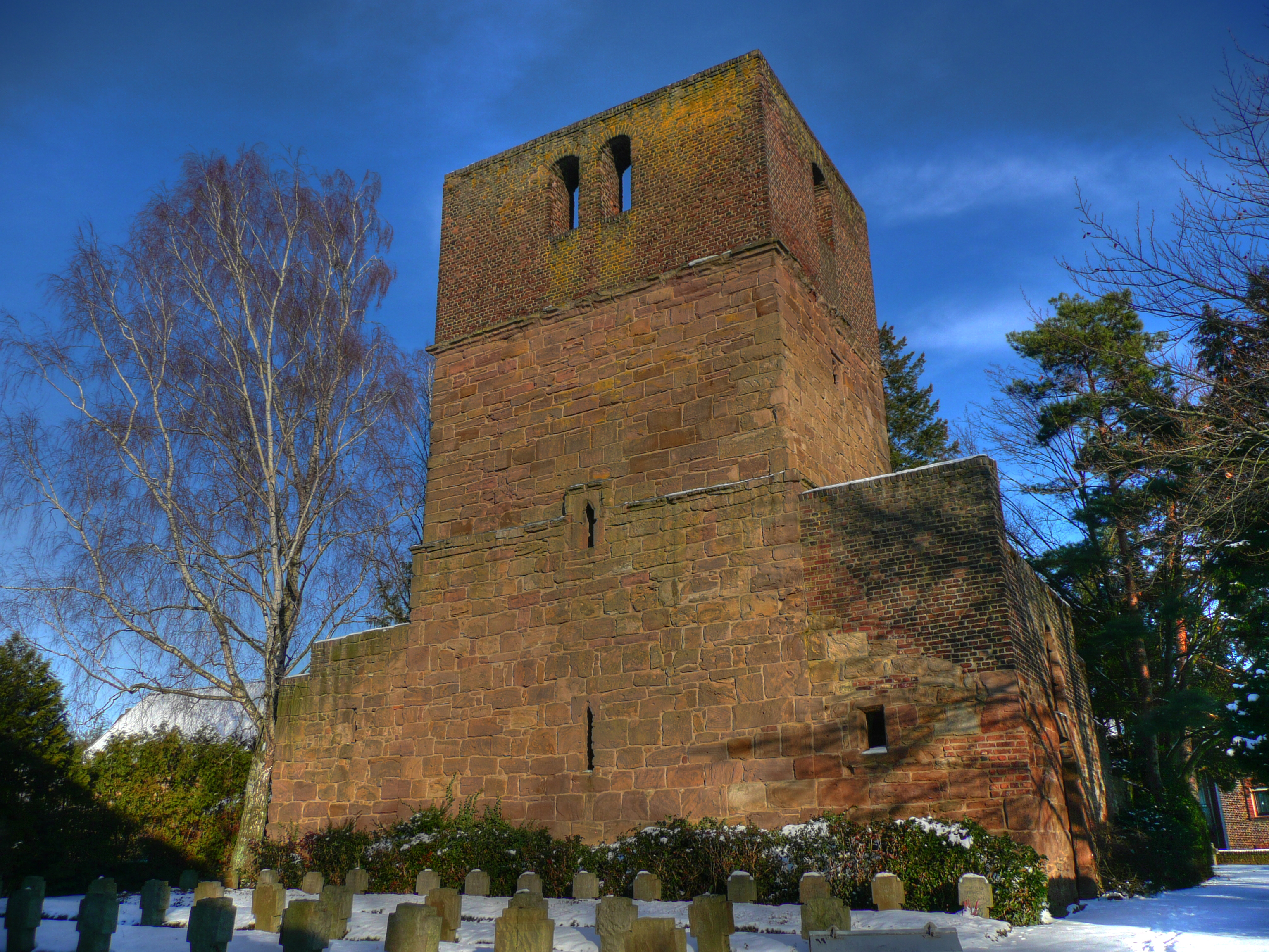
Ruïne oude kerk te Merzenich (cultureel centrum)
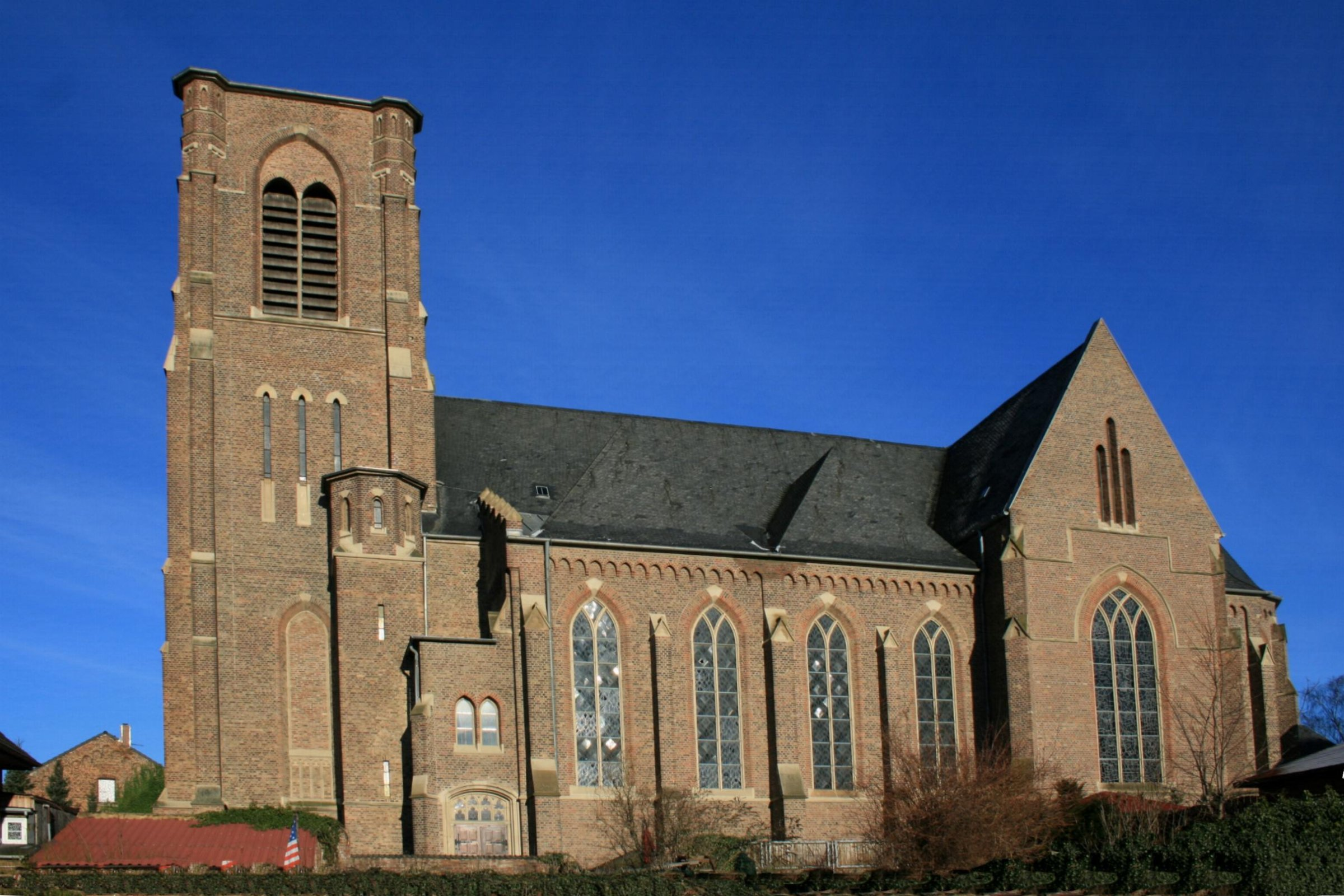
St. Laurenskerk te Merzenich (1901)
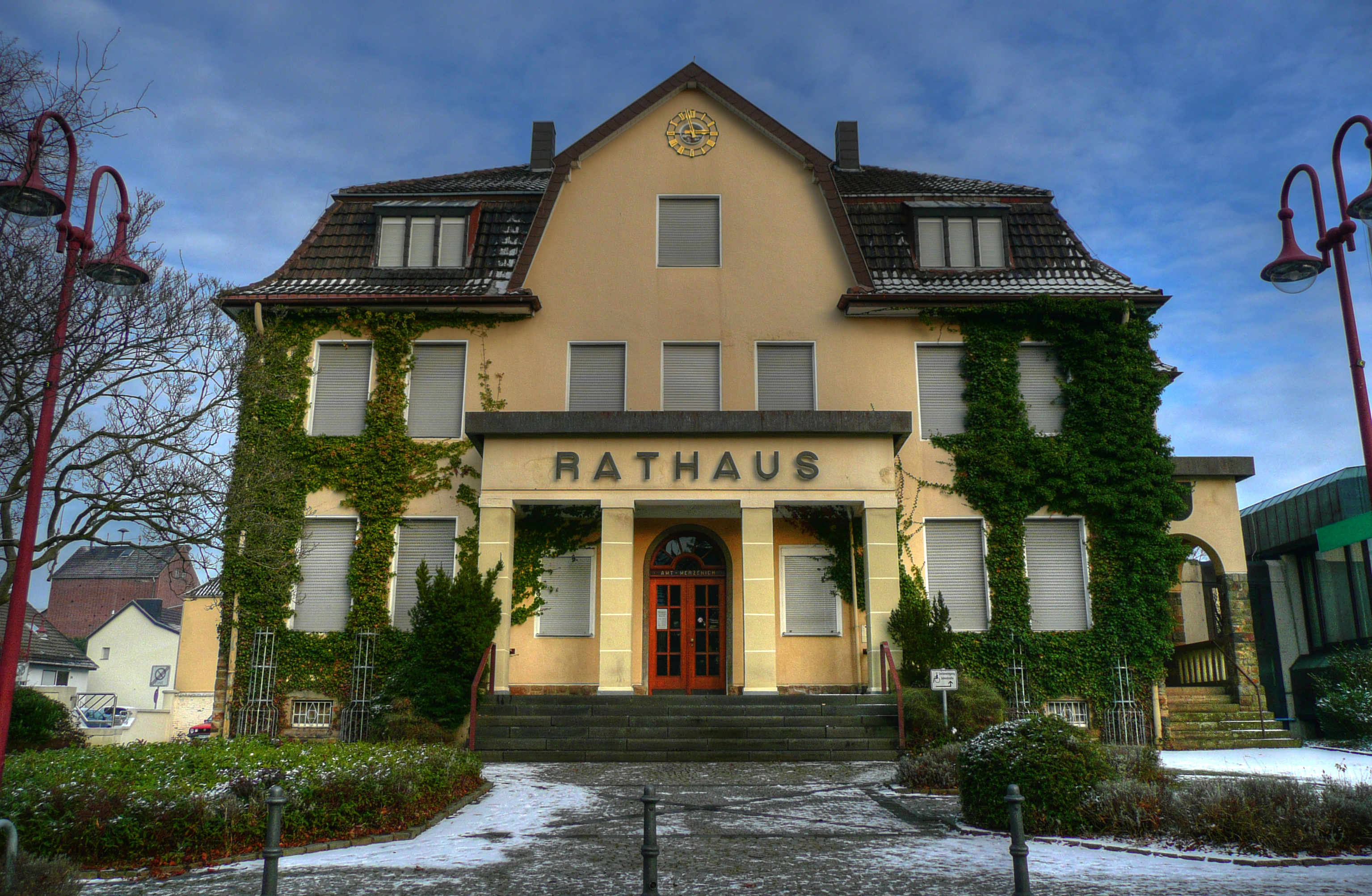
Gemeentehuis
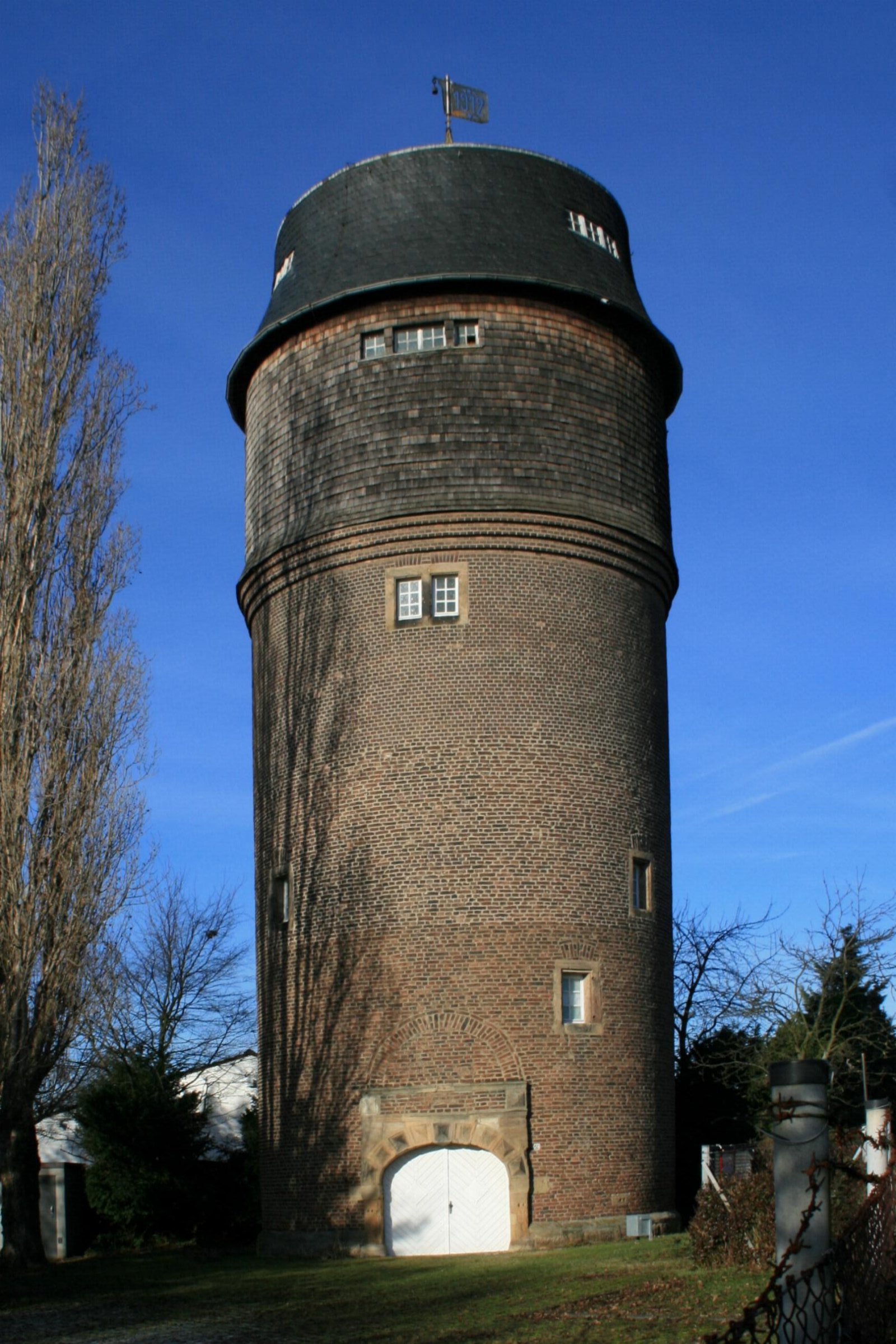
Toren uit 1608
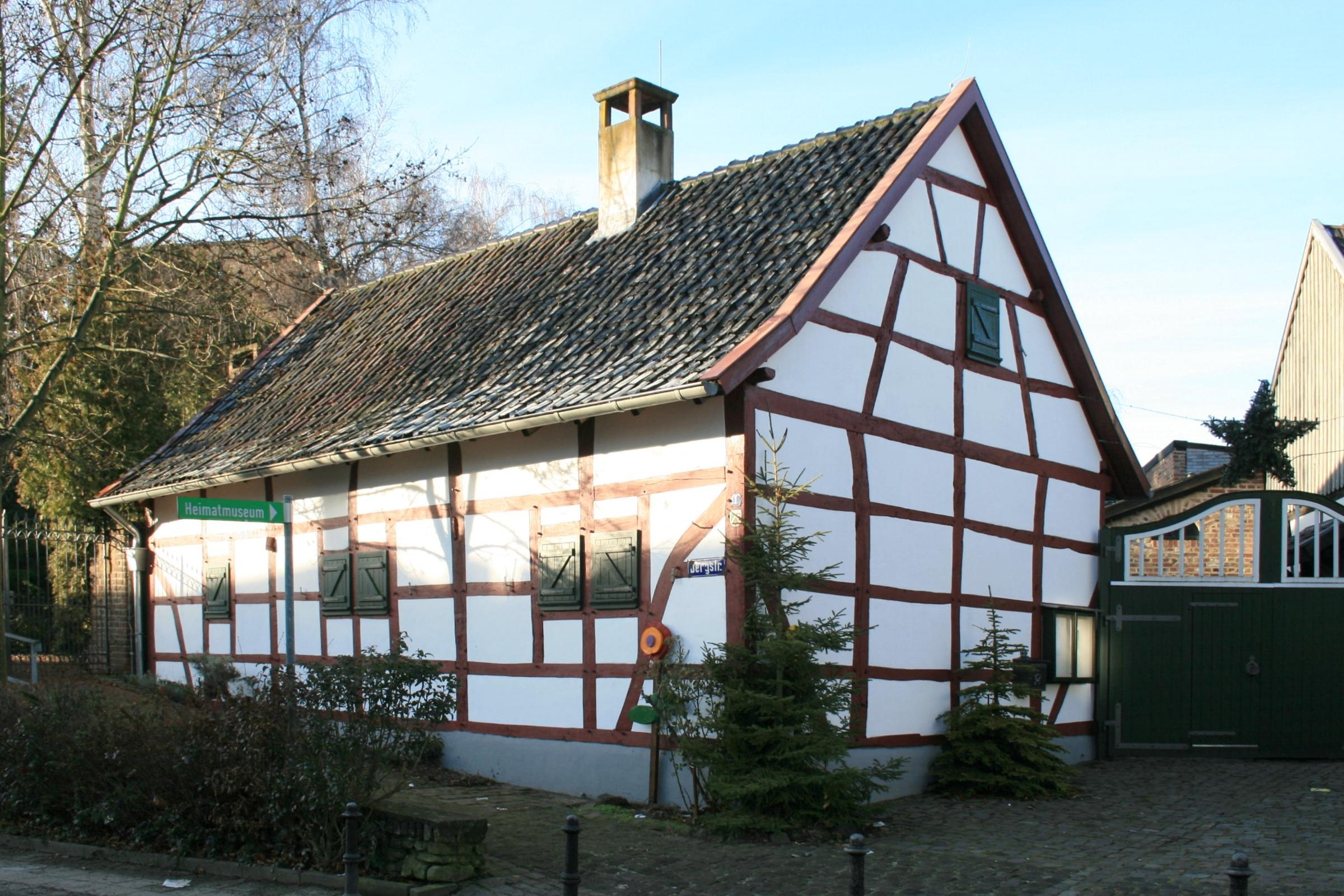
Vakwerkboerderij te Merzenich, gebouwd omstreeks 1700, thans museum

## Partnergemeente
Er bestaat een jumelage met de plaats Quiévrechain in Frankrijk, dicht bij de grens met België.
Aldenhoven · Düren · Heimbach · Hürtgenwald · 
Inden · Jülich · Kreuzau · Langerwehe · Linnich · Merzenich · Nideggen · Niederzier · Nörvenich · Titz · Vettweiß